# Частина спеціальних місій
Частина спеціальних місій (англ. Special Mission Unit) — у військовій справі — термін, яким позначаються особливі формування сил спеціальних операцій, на котрі покладаються завдання найскладніших, найризикованіших та найважливіших спеціальних операцій у всьому світові. Такий термін стосується полку Спеціальної повітряної служби ССО Австралії та 4-х частин сил спецоперацій збройних сил США. До розряду найвідоміших спеціальних місій, що виконувалися визначеними частинами є ліквідація Осами бен Ладена та пошуки й захоплення Саддама Хусейна.

## Частини спеціальних місій у складіJSOC США
Частини спеціальних місій, які перебувають у безпосередньому підпорядкуванні Об'єднаного Командування спеціальних операцій США, є основним ударним компонентом сил спеціальних операцій США. На ці частини покладаються найскладніші завдання, які розробляє, готує та реалізовує JSOC. Станом на 2015 рік до складу таких частин відносяться:
- наземний компонент: армійський спецзагін «Дельта»;
- морський компонент: група морських котиків «DEVGRU» — колишня 6-та команда SEAL;
- повітряний компонент: 24-та ескадрилья спеціальної тактики.

До спеціальних частин та підрозділів, які найчастіше всього залучаються до проведення спеціальних операцій разом з Частинами спеціальних місій належать 75-й полк рейнджерів та 160-й авіаційний полк спецоперацій. Комбінація різнорідних компонентів ССО утворює конгломерат сил для виконання специфічних завдань, як то оперативна група 121 та оперативна група 145. Яскравими прикладами проведення спільних операцій таким оперативними групами частин спецмісій є пошук та ліквідація Удея та Кусея Хусейнов, розшук Саддама Хусейна, ліквідація Осами бен Ладена в 2011 році.
Четвертою складовою Частин спеціальних місій також вважають розвідувальний підрозділ сил спеціальних операцій армії США — Спецпідрозділ розвідувальної підтримки (англ. Intelligence Support Activity (ISA), який входить до складу Командування розвідки та безпеки армії США, та оперативно підпорядковується Об'єднаному Командуванню ССО США. Основним призначенням Спецпідрозділу розвідувальної підтримки є збір, обробка, аналіз та надання розвідувальних даних на об'єкт (ціль) проти якого здійснюватиметься спеціальна операція оперативній групі Частин спеціальних місій